# 48 Pułk Piechoty Strzelców Kresowych
48 Pułk Piechoty Strzelców Kresowych  (48 pp) – oddział piechoty Armii Polskiej we Francji i Wojska Polskiego II RP.

## Formowanie i walki
5 marca 1919 w gminie Martigny-les-Bains we Francji, na bazie 279 pułku piechoty 2 Dywizji Marokańskiej, sformowany został 6 pułk strzelców polskich. Jednostka podporządkowana została dowódcy 2 Dywizji Strzelców Polskich, która z kolei wchodziła w skład I Korpusu Armii Polskiej. W końcu kwietnia tego roku oddział został przetransportowany koleją do Polski. Z chwilą powrotu do kraju jednostka został przemianowana na 6 pułk strzelców pieszych. 1 września 1919, w wyniku zjednoczenia Armii Polskiej we Francji z Wojskiem Polskim, oddział przemianowany został na 48 pułk Strzelców Kresowych, a 2 Dywizja na 11 Dywizję Piechoty.
W grudniu 1919 batalion zapasowy pułku stacjonował w Stanisławowie.

### Mapy walk pułku

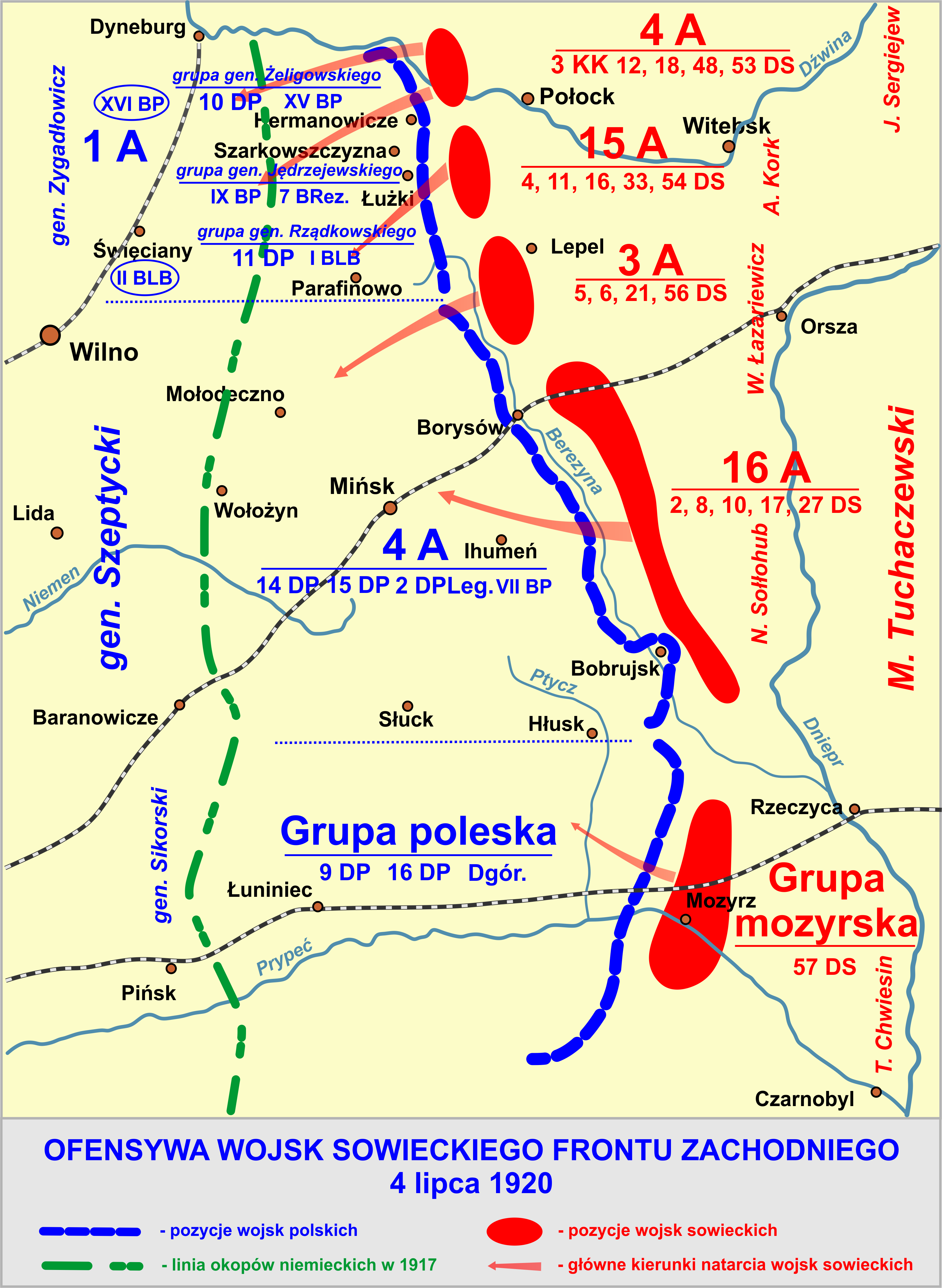
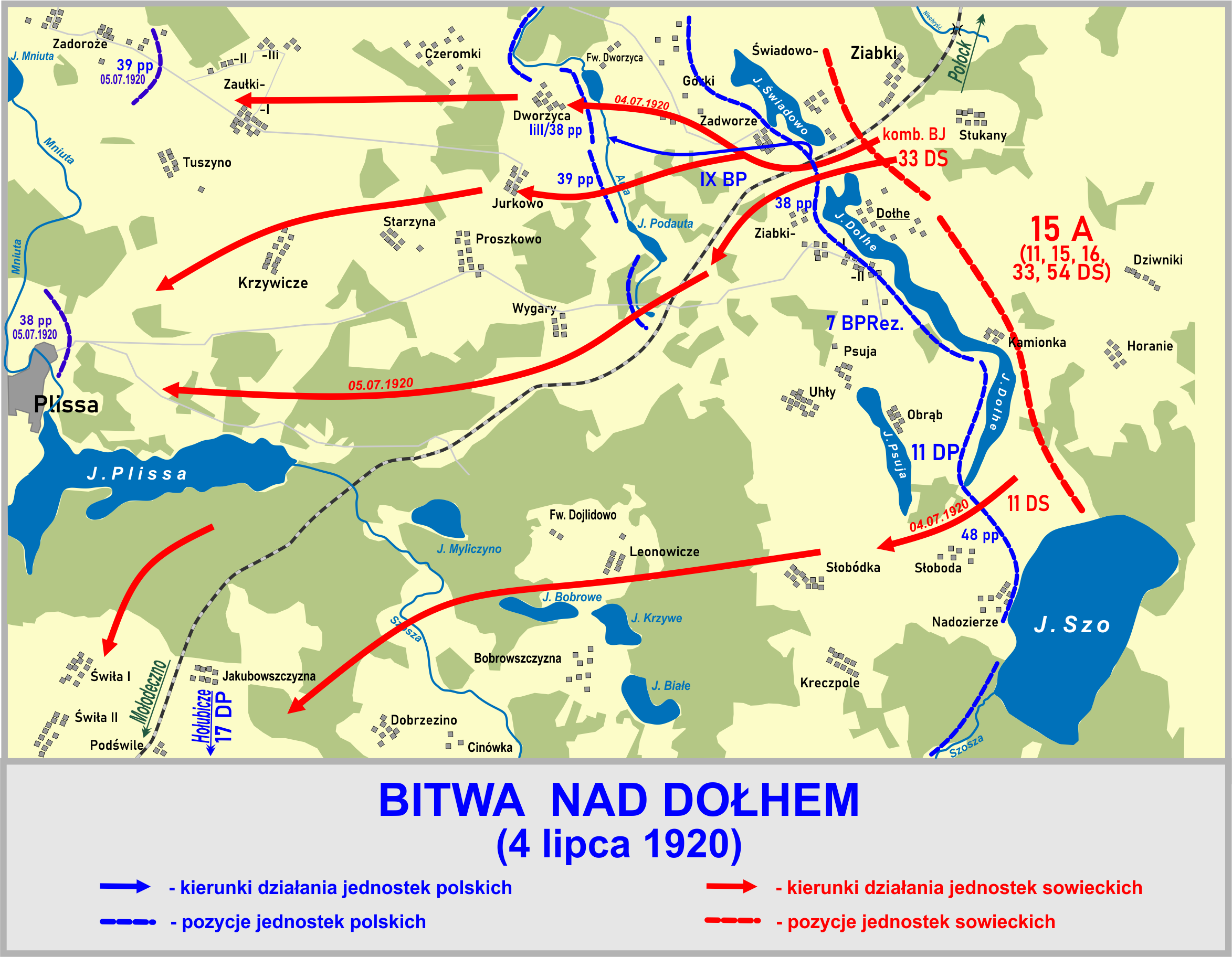
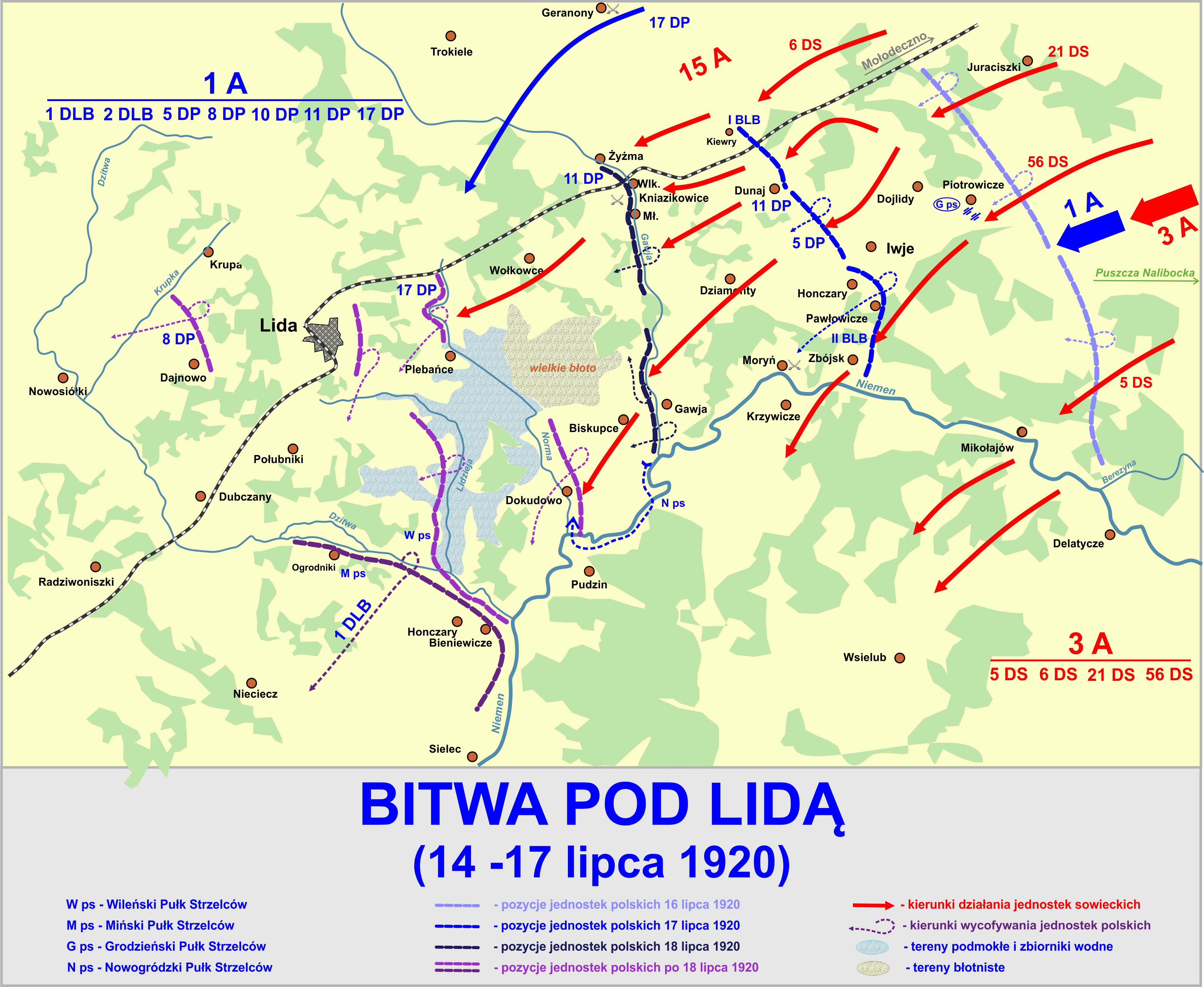
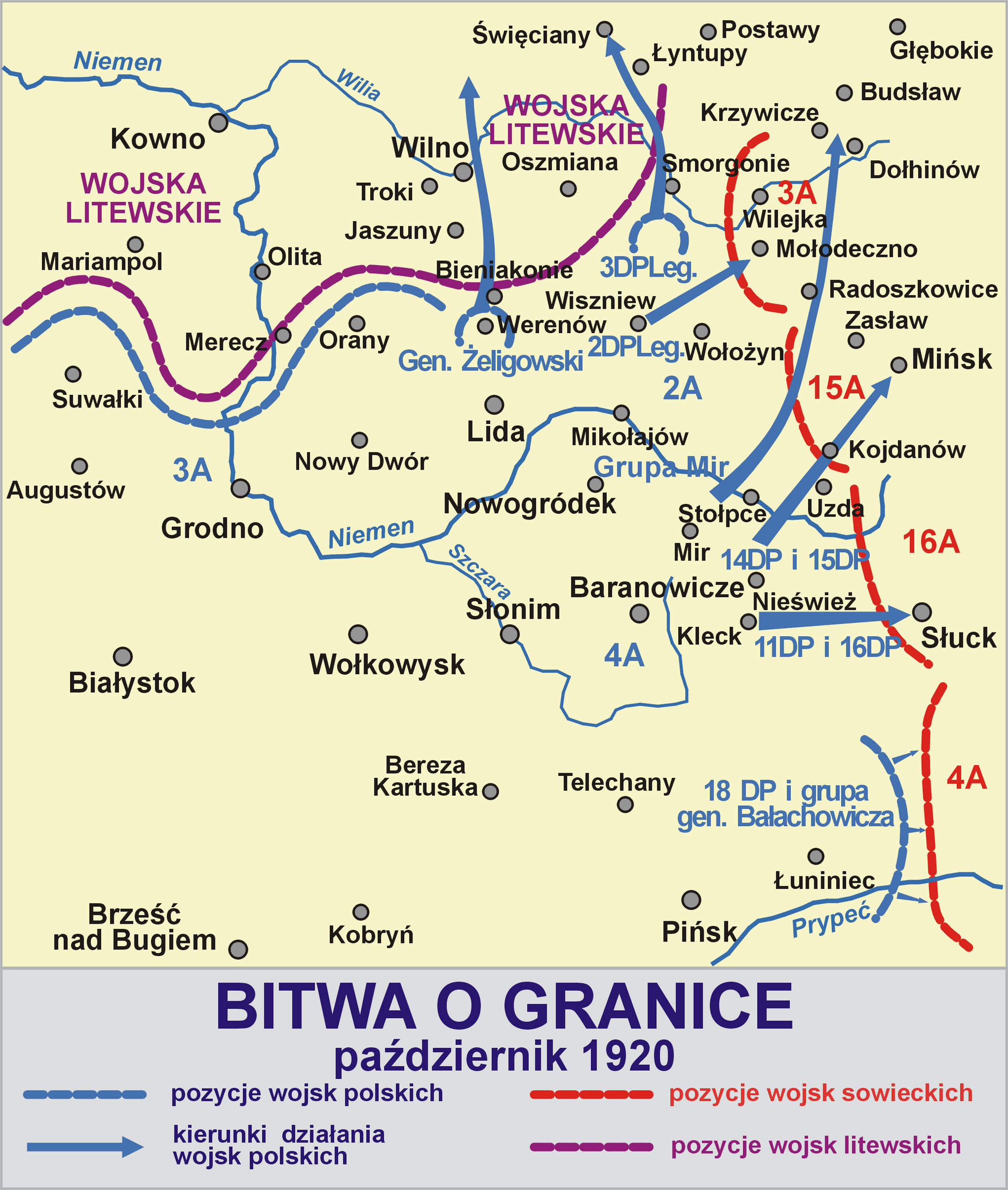

### Kawalerowie Virtuti Militari
| Żołnierze pułku odznaczeni Krzyżem Srebrnym Orderu Wojskowego Virtuti Militari | Żołnierze pułku odznaczeni Krzyżem Srebrnym Orderu Wojskowego Virtuti Militari | Żołnierze pułku odznaczeni Krzyżem Srebrnym Orderu Wojskowego Virtuti Militari |
| ------------------------------------------------------------------------------ | ------------------------------------------------------------------------------ | ------------------------------------------------------------------------------ |
| plut. Michał Białecki                                                          | plut. Józef Cymmer                                                             | sierż. Leonard Czapski                                                         |
| sierż. Wawrzyniec Dolata                                                       | kpt. Stanisław Grodzicki                                                       | kpr. Kazimierz Gross                                                           |
| st. szer. Antoni Grzelczyk                                                     | szer. Jan Jakubowski                                                           | kpr. Stanisław Kałkus                                                          |
| st. sierż. Stanisław Kapczyński                                                | szer. Roman Kostyszyn                                                          | por. Władysław IV Kowalski                                                     |
| płk Kazimierz Łukoski                                                          | szer. Tomasz Michalak                                                          | kpr. Jan Nowak                                                                 |
| ppor. Jan Roskosz                                                              | kpr. Tomasz Rupa                                                               | por. Henryk Sobolewski                                                         |
| plut. Jan Tomczak                                                              | ppor. Józef Żak                                                                |                                                                                |

## Pułk w okresie pokoju
W okresie międzywojennym 48 pułk piechoty stacjonował na terenie Okręgu Korpusu Nr VI w garnizonie Stanisławów, jego batalion zapasowy w Łukowie.
Wchodził w skład 11 Karpackiej Dywizji Piechoty.
19 maja 1927 roku Minister Spraw Wojskowych marszałek Polski Józef Piłsudski ustalił i zatwierdził dzień 11 września, jako datę święta pułkowego. Pułk obchodził swoje święto w rocznicę bitwy pod Małorytą stoczonej w roku 1920.
Na podstawie rozkazu wykonawczego Ministerstwa Spraw Wojskowych do Departamentu Piechoty o wprowadzeniu organizacji piechoty na stopie pokojowej PS 10-50 z 1930 roku, w Wojsku Polskim wprowadzono trzy typy pułków piechoty. 48 pułk piechoty zaliczony został do typu III pułków piechoty o stanach zbliżonych do wojennych. Na czas wojny przewidywany był do działań osłonowych. Corocznie otrzymywał około 1010 rekrutów. Jego obsadę stanowiło 68 oficerów i 2200 podoficerów i żołnierzy.
24 lipca 1930 roku w Dniestrze koło Beremian, w powiecie buczackim, utonął st. sierż. Julian Oczko były żołnierz 6 pp Leg.
| Obsada personalna i struktura organizacyjna w marcu 1939: | Obsada personalna i struktura organizacyjna w marcu 1939: |
| Stanowisko                                                | Stopień, imię i nazwisko                                  |
| Dowództwo                                                 | Dowództwo                                                 |
| --------------------------------------------------------- | --------------------------------------------------------- |
| dowódca pułku                                             | płk Walenty Nowak                                         |
| I zastępca dowódcy                                        | vacat                                                     |
| adiutant                                                  | por. Tadeusz Ludwik Swoboda                               |
| starszy lekarz                                            | mjr dr Tadeusz Stefan Daszkiewicz                         |
| młodszy lekarz                                            | por. lek. Ludwik Andrzej Firlej                           |
| II zastępca dowódcy (kwatermistrz)                        | ppłk Franciszek Głowacki                                  |
| oficer mobilizacyjny                                      | kpt. Franciszek Dutkiewicz                                |
| zastępca oficera mobilizacyjnego                          | por. Teofil Stępień                                       |
| oficer administracyjno-materiałowy                        | kpt. adm. (piech.) Izydor Rozenman                        |
| oficer gospodarczy                                        | kpt. int. Kazimierz Uryga                                 |
| oficer żywnościowy                                        | p.o. chor. Józef Kochański                                |
| oficer taborowy                                           | por. tab. Franciszek Józef Bednarski                      |
| kapelmistrz                                               | ppor. rez. pdsc. Jan Franciszek Rybarczyk                 |
| dowódca plutonu łączności                                 | kpt. Stanisław Andrzejczyk                                |
| oficer plutonu                                            | por. Włodzimierz Jan Krasij                               |
| dowódca plutonu pionierów                                 | por. Władysław Bałaj                                      |
| dowódca plutonu artylerii piechoty                        | por. art. Antoni Makowski                                 |
| dowódca plutonu ppanc.                                    | ppor. Bronisław Jerzy Cembala                             |
| dowódca oddziału zwiadu                                   | por. Czesław Hanus                                        |
| I batalion                                                |                                                           |
| dowódca batalionu                                         | mjr Andrzej Kołodziejczyk                                 |
| dowódca 1 kompanii                                        | kpt. Wilhelm Stanisław Zitta                              |
| dowódca plutonu                                           | ppor. Paweł Bartoszek                                     |
| dowódca plutonu                                           | ppor. Wojciech Jan Strzępek                               |
| dowódca 2 kompanii                                        | kpt. Zygmunt Czechowski                                   |
| dowódca plutonu                                           | ppor. Bronisław Nitka                                     |
| dowódca plutonu                                           | chor. Józef Marciniak                                     |
| dowódca 3 kompanii                                        | por. Zbigniew Tadeusz Jaworski                            |
| dowódca plutonu                                           | chor. Marian Jagielski                                    |
| dowódca 1 kompanii km                                     | kpt. Jan Adam Niedzielski                                 |
| dowódca plutonu                                           | por. Stanisław Edmund Będzikowski                         |
| dowódca plutonu                                           | ppor. Edmund Tadeusz Pankowski                            |
| II batalion                                               |                                                           |
| dowódca batalionu                                         | mjr Stanisław Józef Hołubowicz                            |
| dowódca 4 kompanii                                        | kpt. Ludwik Jan Talarczak                                 |
| dowódca plutonu                                           | por. Bronisław Horodyski                                  |
| dowódca 5 kompanii                                        | kpt. Ignacy Jan Lubczyński                                |
| dowódca plutonu                                           | por. Edmund Kowacz                                        |
| dowódca plutonu                                           | ppor. Mieczysław Franciszek Wroński                       |
| dowódca 6 kompanii                                        | kpt. Władysław Banaszkiewicz                              |
| dowódca plutonu                                           | ppor. Antoni Bolesław Popiel                              |
| dowódca plutonu                                           | ppor. Stanisław Bronisław Żak                             |
| dowódca 2 kompanii km                                     | kpt. Marian Gramiak                                       |
| dowódca plutonu                                           | por. Michał Kwieciński                                    |
| III batalion                                              |                                                           |
| dowódca batalionu                                         | mjr dypl. Ludwik Sadowski                                 |
| dowódca 7 kompanii                                        | kpt. Edward Sidorowicz                                    |
| dowódca plutonu                                           | por. Tadeusz Julian Taradaj                               |
| dowódca 8 kompanii                                        | kpt. Karol Józef Skerl                                    |
| dowódca plutonu                                           | por. Michał Franciszek Lenar                              |
| dowódca 9 kompanii                                        | kpt. Józef Adolf Josse                                    |
| dowódca plutonu                                           | ppor. Jan Korneliusz Deptała                              |
| dowódca 3 kompanii km                                     | kpt. Mieczysław Bała                                      |
| dowódca plutonu                                           | por. Józef Świecimski                                     |
| na kursie                                                 | por. Stanisław Pizarski                                   |
| na kursie                                                 | por. Marian Franciszek Mac                                |
| na kursie                                                 | ppor. Stanisław Marian Lech                               |
| Dywizyjny Kurs Podchorążych Rezerwy 11 DP                 |                                                           |
| dowódca                                                   | mjr Edward I Szymański                                    |
| dowódca plutonu                                           | por. Jan Biłowus                                          |
| dowódca plutonu                                           | por. Tadeusz Paczkowski (49 pp)                           |
| dowódca plutonu                                           | por. Jan Kazimierz Siewierski                             |
| dowódca plutonu                                           | ppor. Zdzisław Henryk Cepak                               |
| 48 obwód przysposobienia wojskowego „Stanisławów”         |                                                           |
| kmdt obwodowy PW                                          | mjr piech. Władysław Welz                                 |
| kmdt miejski PW Stanisławów                               | ppor. kontr. piech. Bohdan Jarynowski                     |
| kmdt powiatowy PW Stanisławów                             | kpt. piech. Edward Jerzy Grabałowski                      |
| kmdt powiatowy PW Kałusz                                  | kpt. adm. (piech.) Leon I Wilczewski                      |
| kmdt powiatowy PW Tłumacz                                 | kpt. piech. Jerzy Tadeusz Dunin-Bartodziejski             |

## Pułk w kampanii wrześniowej

### Marsze i boje
W kampanii wrześniowej 1939 walczył w składzie macierzystej 11 Karpackiej Dywizji Piechoty. Bronił pozycji na linii Wisłoki, Wisłoka oraz Sanu.
|  |  |

| Struktura organizacyjna i obsada personalna we wrześniu 1939 | Struktura organizacyjna i obsada personalna we wrześniu 1939 | Struktura organizacyjna i obsada personalna we wrześniu 1939 |
| Stanowisko etatowe                                           | Stopień, imię i nazwisko                                     | Uwagi                                                        |
| Dowództwo                                                    | Dowództwo                                                    | Dowództwo                                                    |
| ------------------------------------------------------------ | ------------------------------------------------------------ | ------------------------------------------------------------ |
| dowódca                                                      | płk piech. Walenty Nowak                                     |                                                              |
| I adiutant                                                   | kpt. Karol Skerl                                             |                                                              |
| II adiutant                                                  | N.N.                                                         |                                                              |
| oficer informacyjny                                          | ppor. rez. Bruno Szmidt                                      |                                                              |
| oficer łączności                                             | kpt. Stanisław Andrzejczyk                                   |                                                              |
| kwatermistrz                                                 | kpt. Izydor Rozenman                                         |                                                              |
| oficer płatnik                                               | NN                                                           |                                                              |
| oficer żywnościowy                                           | NN                                                           |                                                              |
| naczelny lekarz                                              | NN                                                           |                                                              |
| kapelan                                                      | NN                                                           |                                                              |
| dowódca kompanii gospodarczej                                | por. rez. Mieczysław Żelisko                                 |                                                              |
| I batalion                                                   |                                                              |                                                              |
| dowódca batalionu                                            | mjr Andrzej Kołodziejczyk                                    | ciężko ranny 15 IX 1939 Łukowa–Podsośnina                    |
| adiutant batalionu                                           | NN                                                           |                                                              |
| dowódca 1 kompanii strzeleckiej                              | kpt. Władysław Banaszkiewicz                                 | od 16 IX dowódca baonu                                       |
| dowódca 2 kompanii strzeleckiej                              | por. Jan Biłowus                                             | †15 IX 1939 Łukowa–Podsośnina                                |
| dowódca 3 kompanii strzeleckiej                              | ppor. Mieczysław Franciszek Wroński                          | †15 IX 1939 Łukowa–Podsośnina                                |
| dowódca 1 kompanii ckm                                       | kpt. Wilhelm Stanisław Zitta                                 | niewola niemiecka, płk, dowódca 3 DP                         |
| II batalion                                                  |                                                              |                                                              |
| dowódca batalionu                                            | mjr Tadeusz Byszewski                                        |                                                              |
| adiutant batalionu                                           | NN                                                           |                                                              |
| dowódca 4 kompanii strzeleckiej                              | ppor. Marian Lech                                            |                                                              |
| dowódca 5 kompanii strzeleckiej                              | por. Marian Mac                                              |                                                              |
| dowódca 6 kompanii strzeleckiej                              | por. Michał Kwieciński                                       |                                                              |
| dowódca 2 kompanii ckm                                       | kpt. Mieczysław Bała                                         |                                                              |
| III batalion                                                 |                                                              |                                                              |
| dowódca batalionu                                            | ppłk Jerzy Głowacki                                          |                                                              |
| adiutant batalionu                                           | ppor. rez. Marian Wojciechowski                              |                                                              |
| dowódca 7 kompanii strzeleckiej                              | kpt. Józef Josse                                             |                                                              |
| dowódca 8 kompanii strzeleckiej                              | por. Jan Krasij                                              |                                                              |
| dowódca 9 kompanii strzeleckiej                              | por. rez. Stanisław Fortuna                                  |                                                              |
| dowódca 3 kompanii ckm                                       | kpt. Edward Sidorowicz                                       |                                                              |
| Pododdziały specjalne                                        |                                                              |                                                              |
| dowódca kompanii przeciwpancernej                            | kpt. Marian Gramiak                                          |                                                              |
| dowódca plutonu artylerii piechoty                           | por. art. Franciszek Makowski                                |                                                              |
| dowódca kompanii łączności                                   | NN                                                           |                                                              |
| dowódca kompanii zwiadowców                                  | por. Tadeusz Jaworski                                        |                                                              |
| dowódca plutonu pionierów                                    | por. Stanisław Pizarski                                      |                                                              |
| dowódca plutonu przeciwgazowego                              | por. Władysław Bałaj                                         |                                                              |

## Symbole pułkowe

### Sztandar
29 września 1924 roku Prezydent RP zatwierdził wzór lewej strony płachty chorągwi. 29 września 1924 roku w Stanisławowie generał dywizji Władysław Sikorski wręczył dowódcy pułku chorągiew ufundowaną przez społeczeństwo Stanisławowa. Od 28 stycznia 1938 roku chorągiew pułkowa zaczęła być oficjalnie nazywana sztandarem.

### Odznaka pamiątkowa
Zatwierdzona Dz. Rozk. MSWojsk. nr 17, poz. 202 z 7 czerwca 1930 roku. Odznaka ma kształt siedmiobocznej tarczy obramowanej barwami żółtymi ze srebrnym wężykiem, osadzonej na pionowo ustawionym srebrnym mieczu. W centrum na czerwono emaliowanym rombie orzeł państwowy oraz data, numer i inicjały: od góry 5 III 1919 PP 48 SK. Oficerska - dwuczęściowa, wykonana w srebrze, emaliowana. Wymiary: 5lx28 mm. Wykonanie: Wiktor Gontarczyk - Warszawa.

### Emblemat
20 lutego 1937 roku Minister Spraw Wojskowych generał dywizji Tadeusz Kasprzycki nadał 11 Dywizji Piechoty nazwę „11 Karpacka Dywizja Piechoty” oraz ustalił dla żołnierzy tej dywizji emblemat przedstawiający dwa liście dębowe z gałązką limby, przytrzymane krzyżem huculskim. Minister zezwolił na noszenie emblematów od chwili ogłoszenia rozkazu, natomiast zobowiązał do ich noszenia od 1 stycznia 1938 roku. Emblematy był noszone na kołnierzach (łapkach) kurtek i płaszczy (peleryn). Dla oficerów i chorążych emblematy były wykonane z białego metalu oksydowanego na stare srebro, natomiast dla pozostałych podoficerów i szeregowców były wytłaczane z białego matowanego metalu (blachy). Minister zezwolił podoficerom zawodowym na noszenie przy ubiorze pozasłużbowym emblematów wykonanych, jak dla oficerów.

### Specjalne części umundurowania
12 kwietnia 1937 roku Minister Spraw Wojskowych generał dywizji Tadeusz Kasprzycki wprowadził „specjalne części umundurowania” dla żołnierzy 11 Karpackiej Dywizji Piechoty w postaci pióra do czapki – rogatywki garnizonowej i peleryny typu podhalańskiego.

## Strzelcy kresowi
Dowódcy pułku
- ppłk Etienne Blondel (5 - 23 III 1919)
- ppłk Michel Honoré Tronyo (25 III - 5 IV 1919)
- ppłk Stanisław de Contenson (15 IV - 15 VIII 1919)
- płk Kazimierz Łukoski (15 VIII 1919 - 28 VIII 1920)
- ppłk Józef Szczepan (28 VIII 1920 - 6 V 1922)
- płk Juliusz Chlebowski (1923)
- płk SG Euzebiusz Hauser (1924 – 31 III 1927 → członek OTO)
- płk dypl. piech. Alfons Wojtkielewicz (31 III 1927 - 1929)
- płk dypl. Władysław Zubosz-Kaliński (IX 1931 - X 1935)
- ppłk piech. Eugeniusz Wyrwiński (XI 1935 - I 1937)
- płk piech. Walenty Nowak (I 1937 - 18 IX 1939)

Zastępcy dowódcy pułku (od 1938 roku - I zastępca dowódcy)
- ppłk piech. Julian Żaba (10 VII 1922[28] – 1924 → zastępca dowódcy 37 pp)
- ppłk piech. Wiktor Łapicki (1924 – 30 IV 1927 → stan spoczynku[29])
- ppłk piech. Zygmunt Cšadek (5 V 1927 – 23 XII 1929 → kierownik 6 Okr. Urz. WFiPW)
- ppłk piech. Adam Marian Sikorski (23 XII 1929[30] – 23 III 1932 → komendant Komendy Miasta Poznań[31])
- ppłk piech. Kazimierz Jacorzyński (15 VII 1932[32] - VIII 1933 → komendant PKU Wadowice)
- ppłk piech. Stefan Cieślak (26 I 1934[33] - 4 VII 1935 → dowódca 65 pp[34])
- ppłk dypl. Kazimierz Stawiarski (od 4 VII 1935[35])
- ppłk dypl. piech. August Nowosielski (15 X 1936 - 1938 → kierownik Sekretariatu Komisji Regulaminowej)

### Żołnierze 48 pułku piechoty – ofiary zbrodni katyńskiej
Biogramy ofiar zbrodni katyńskiej znajdują się między innymi w bazach udostępnionych przez Ministerstwo Kultury i Dziedzictwa Narodowego oraz Muzeum Katyńskie.
| Nazwisko i imię          | stopień    | zawód                    | miejsce pracy przed mobilizacją | zamordowany |
| ------------------------ | ---------- | ------------------------ | ------------------------------- | ----------- |
| Bandurek Michał          | ppor. rez. | nauczyciel               | Szkoła powszechna w Sieteszy    | Katyń       |
| Barański Wacław          | kpt. rez.  | nauczyciel               |                                 | Katyń       |
| Bezucha Zygmunt August   | ppor. rez. | technik leśnictwa        | Straż Graniczna                 | Katyń       |
| Dębiec Michał            | por. rez.  | nauczyciel               | Szkoła w Tłumaczu               | Katyń       |
| Graduszewski Eugeniusz   | ppor. rez. | urzędnik                 | pracował w Stanisławowie        | Katyń       |
| Nahrebecki Karol Ludwik  | ppor. rez. | nauczyciel               | szkoła w Stanisławowie          | Katyń       |
| Wojciechowski Witold     | ppor. rez. |                          |                                 | Katyń       |
| Woźniakiewicz Mieczysław | ppor. rez. | nauczyciel, mgr          | Szkoła Podolska                 | Katyń       |
| Albert Ignacy            | ppor. rez. | nauczyciel, dr filozofii |                                 | Charków     |
| Fornal Władysław         | ppor. rez. | komornik                 | Sąd Grodzki w Złotym Potoku     | Charków     |
| Kizimowicz Roman         | ppor. rez. | prawnik                  |                                 | Charków     |
| Kołodziejczyk Andrzej    | major      | żołnierz zawodowy        | dowódca I/48 pp                 | Charków     |
| Nowiński Stanisław       | ppor. rez. | inżynier                 |                                 | Charków     |
| Strzelecki Jerzy         | ppor. rez. | urzędnik                 |                                 | Charków     |
| Szajewski Piotr          | ppor. rez. |                          |                                 | Charków     |
| Flendrich Bolesław       | sierżant   |                          |                                 | ULK         |
| Gramiak Marian           | kapitan    | żołnierz zawodowy        | dowódca kppanc.                 | ULK         |
| Loret Stanisław          | por. rez.  | nauczyciel               | szkoła w Łyścu                  | ULK         |
| Makarewicz Kazimierz     | kpr. rez.  | mistrz szewski           |                                 | ULK         |
| Mehlem Oskar             | kpt. rez.  | urzędnik                 | bank we Lwowie                  | ULK         |
| Szafrański Franciszek    | kpt. rez.  | inż. leśnik              | Szkółka leśna w Stanisławowie   | ULK         |
| Wolański Filip           | ppor. rez. | urzędnik                 | pracował w Tłumaczu             | ULK         |
| Smereka Stanisław        | kpt. rez.  | prawnik, sędzia          | Sąd Grodzki w Przemyślu         | ULK         |
| Krupko Stanisław         | podoficer  | żołnierz zawodowy        |                                 | Kalinin     |